# Pridorozhnaya
Pridorozhnaya (del ruso: Придорожная) es una stanitsa del raión de Kanevskaya del krai de Krasnodar, en Rusia. Está situada en las tierras bajas de Kubán-Azov, al este del estuario del río Beisug, 9 km al sur de Kanevskaya y 104 km al norte de Krasnodar, la capital del krai. Tenía 1 742 habitantes en 2010.
Es cabeza del municipio Pridorozhnoye, al que pertenecen asimismo Partizanski y Rakov.

## Historia
Fue fundada como jútor Pridorozhni en 1885 por 49 familias provenientes de la stanitsa Starotítarovskaya. En 1909 la localidad contaba con 991 habitantes. En 1914 se finaliza la construcción del ferrocarril entre Krasnodar y Starominskaya. Al año siguiente, 1915, se construye la estación Pridorozhnaya y la población recibe el rango de stanitsa con ese mismo nombre.

## Transporte
Cuenta con una estación de ferrocarril en la línea Rostov-Bataisk-Krasnodar del ferrocarril del Cáucaso Norte.